# Rhamnosa angulata
Rhamnosa angulata är en fjärilsart som beskrevs av Johann Heinrich Fixsen 1887. Rhamnosa angulata ingår i släktet Rhamnosa och familjen snigelspinnare. Inga underarter finns listade i Catalogue of Life.